# Žemličkova Lhota
Žemličkova Lhota je malá vesnice, část obce Petrovice v okrese Příbram ve Středočeském kraji. Nachází se asi 2,5 kilometru východně od Petrovic. Žemličkova Lhota je také název katastrálního území o rozloze 2,22 km².

## Historie
První písemná zmínka o vesnici pochází z roku 1489. Tehdy se ves jmenovala Horní Lhota. Současný název Žemličkova Lhota získala až v druhé polovině 16. století po místním rodu Žemličků. Archeologické nálezy střepů potvrzují existenci vesnice již v 14. století. Ves patřila zprvu pod nedaleké Obděnice a později pod Vysoký Chlumec. Místní obyvatelé jako poddaní Jakuba Krčína skvěle rozuměli rybníkářství a tak si velmi často stavěli u svých obydlí vlastní soukromé malé rybníky. Později byly nevyužívané a postupně zanikaly.

## Obyvatelstvo
| Rok            | 1869 | 1880 | 1890 | 1900 | 1910 | 1921 | 1930 | 1950 | 1961 | 1970 | 1980 | 1991 | 2001 | 2011 | 2021 |
| -------------- | ---- | ---- | ---- | ---- | ---- | ---- | ---- | ---- | ---- | ---- | ---- | ---- | ---- | ---- | ---- |
| Počet obyvatel | 197  | 217  | 174  | 174  | 155  | 147  | 136  | 110  | 98   | 76   | 56   | 39   | 42   | 48   | 41   |
| Počet domů     | 25   | 25   | 25   | 25   | 27   | 24   | 24   | 23   | 23   | 19   | 17   | 19   | 19   | 18   | 21   |

## Obecní správa
Při sčítání lidu v letech 1850–1979 Žemličkova Lhota byla částí obce Obděnice, se kterým patřila nejprve do okresu Sedlčany, ale v roce 1950 v okrese Milevsko a od roku 1960 v okrese Příbram. Od 1. ledna 1980 je částí obce Petrovice v okrese Příbram.

## Pamětihodnosti
- Ve vesnici se nalézá několik roubených stavení a nejstarší roubená usedlost pochází z roku 1756. Venkovský dům čp. 5 je vedený v Seznamu kulturních památek v Petrovicích (okres Příbram).
- Ve vesnici se nachází kamenná zvonice. Na zvonici je umístěná zdobná vyřezávaná a prosklená skříňka, ve které je umístěná socha. Na zvoničce pod skříňkou je datace 1905.
- Vedle zvonice se nalézá kamenný kříž. Ve střední části kříže je umístěná dřevěná prosklená skřínka na obrázek světce.
- Na křižovatce do vesnice u komunikace ve směru Petrovice–Sedlčany se nachází drobný kříž na kamenném podstavci.
- Kortánkův kříž se nachází mezi vesnicí a mlýnem Na Dražkách.[7]
- Asi 500 metrů jižně od vesnice leží přírodní památka Horní a Dolní obděnický rybník.

## Pověst
Pověsti se vztahuje ke Kortánkovu křížku mezi vesnicí a mlýnem na Dražkách. Jednou se vracel mladý hospodář z Žemličkovy Lhoty z jednání ve mlýně. Když došel ke Kortánkovu křížku, viděl, jak zde něco plápolá u šípkového keře. Šel tím směrem a snažil se plamínek zašlapat, aby něco nechytilo. Nevedlo se mu. Když na jednom místě plamínek zadupal, vyskočil na jiném místě znovu. Také ho zarazilo, že nikde nebyly stopy po ožehnutí. Dodal si odvahy a na plamínek sáhl. Nepálil, naopak chladil. Dostal strach a urychleně šel domů, ale pro jistotu celou noc vyhlížel, zda někde nehoří.
Druhá pověst se také týká tohoto kříže. Místní chalupnice se vracela od mlynářky. Pomáhala v mlýně s předením lnu. Také se zdržela, ale naštěstí pro ní, měla s sebou doprovod. Doprovázel ji její manžel, Když došli ke křížku, odbíjely hodiny na obděnickém kostele právě půlnoc a s posledním úderem hodin se u křížku objevila celá bílá postava. Chalupnice se polekala, ptala se manžela, zda také tu záhadnou postavu vidí. Manžel ji odbyl, že on nevidí nic. Ale raději přidali do kroku, aby už byli co nejrychleji doma.

## Galerie

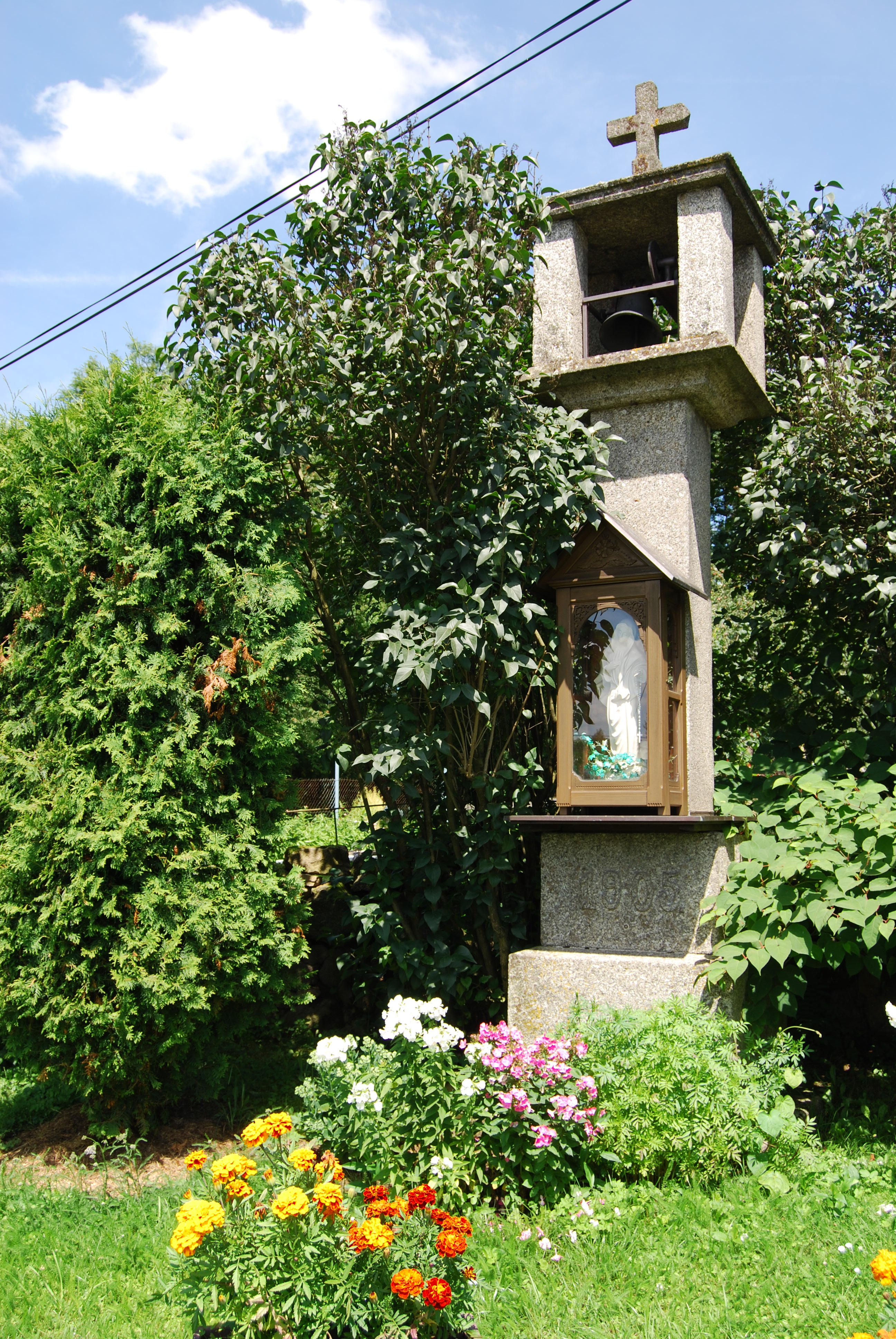
Zvonice ve vesnici
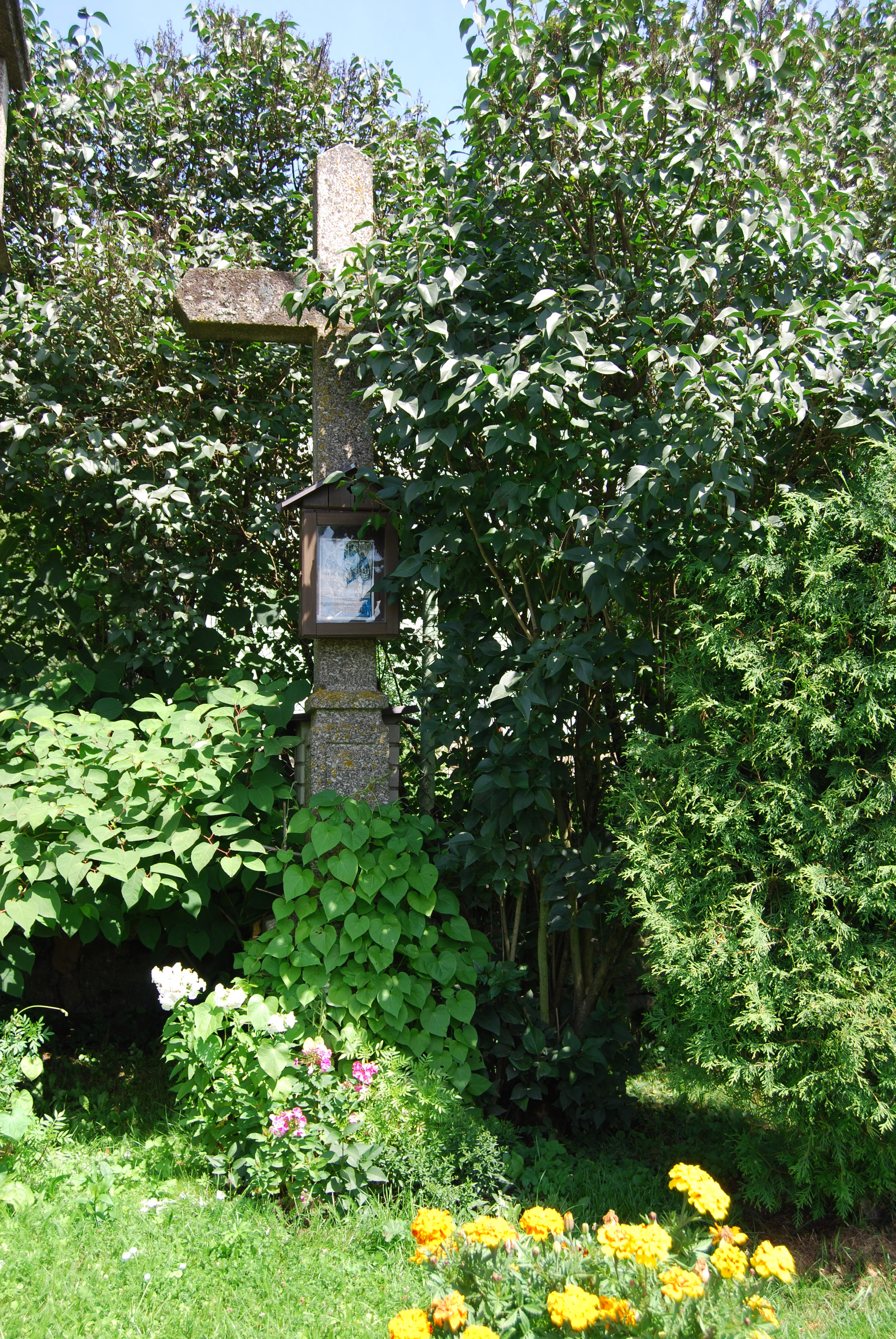
Kříž ve vsi
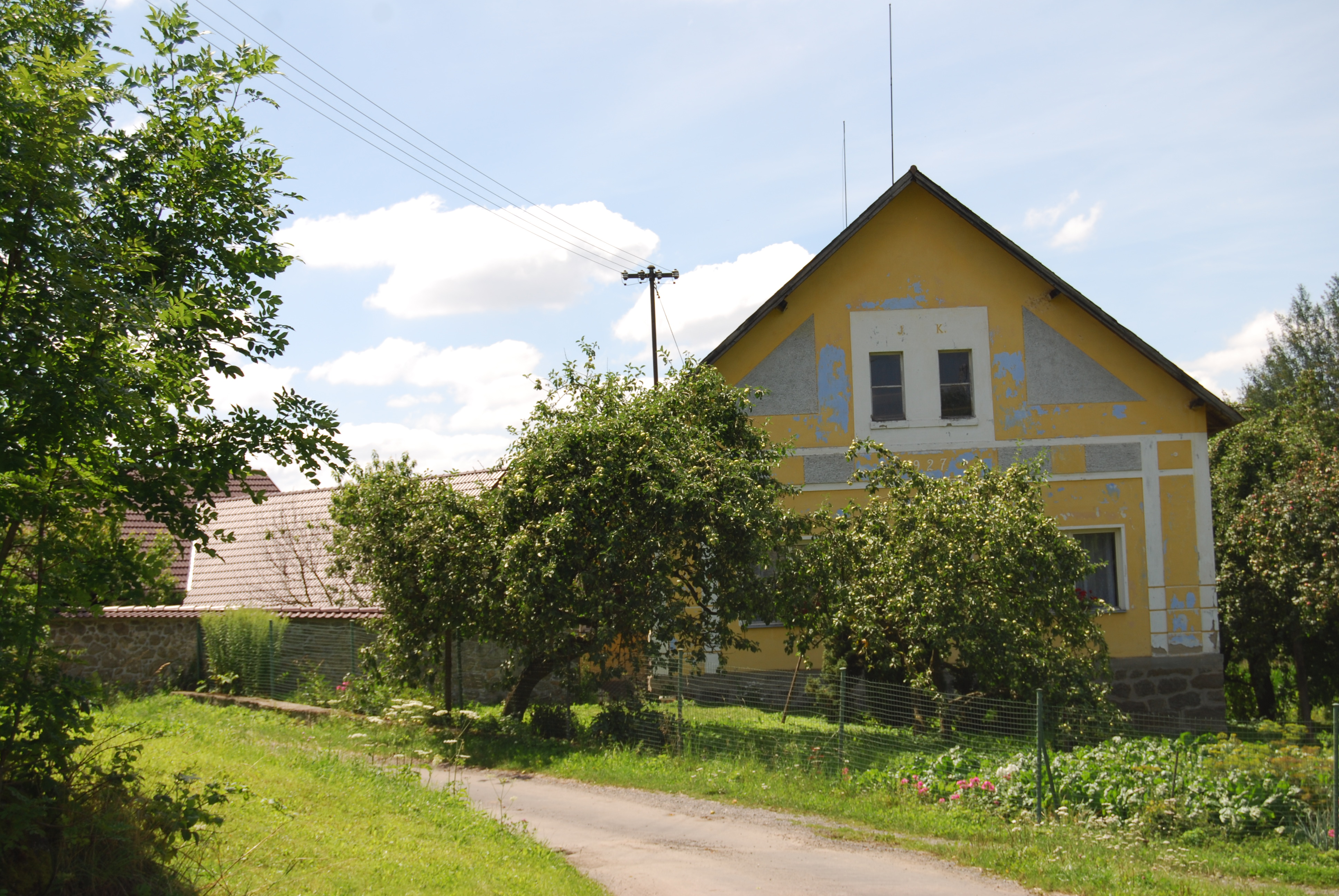
Stavení ve vesnici
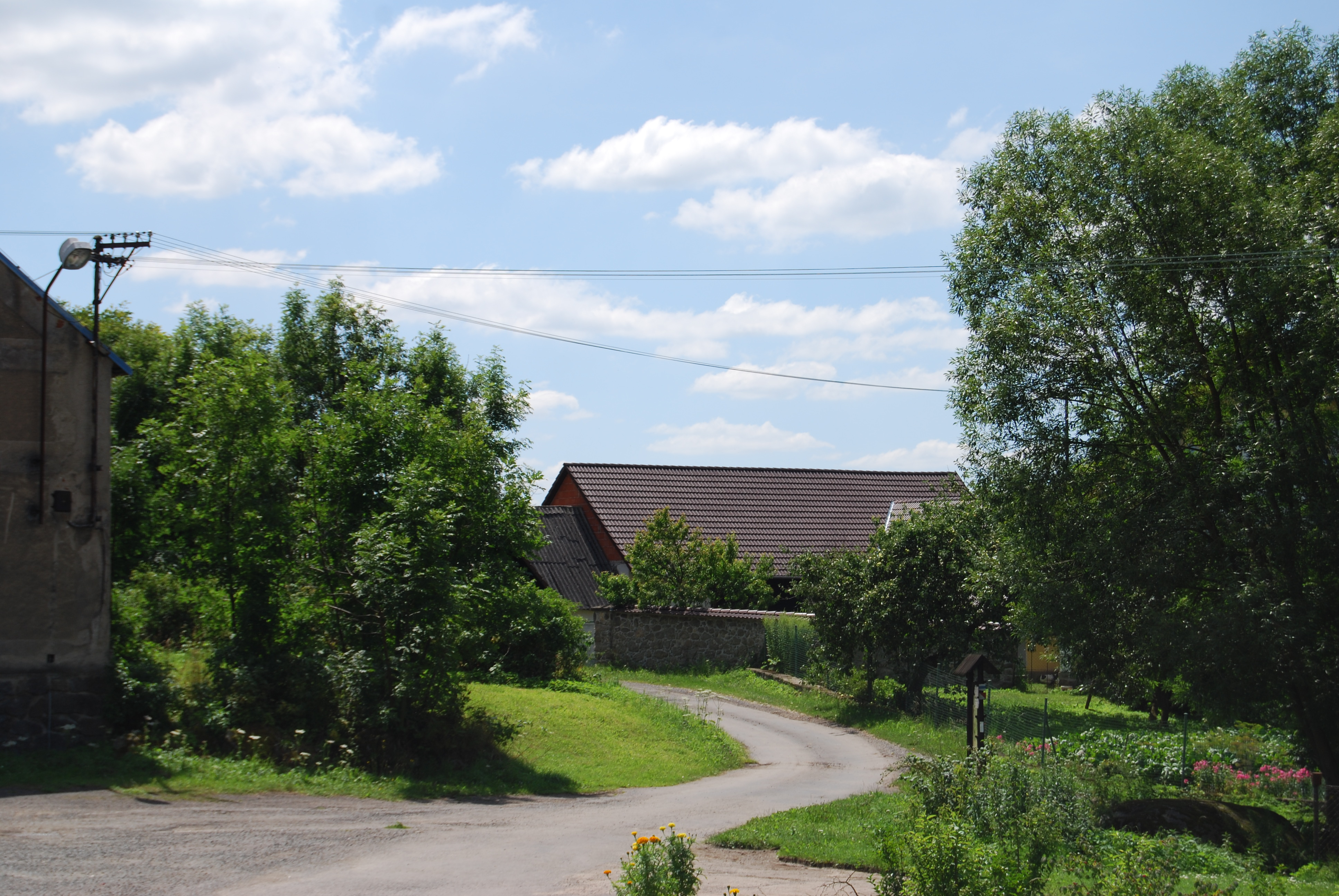
Pohled na část vesnice